# 高潭老苏区革命纪念堂
高潭老苏区革命纪念堂，位于中国广东省惠州市惠东县高潭镇，为惠东县的一个县级文物保护单位，类型为近现代重要史迹及代表性建筑，公布时间为1987年。
高潭老苏区革命纪念堂建于1958年。